# Parc Roger Salengro
Der Parc Roger Salengro ist eine 2,4 Hektar große Grünanlage in der französischen Stadt Clichy, einem Vorort von Paris. Der 1897 im Stil eines Englischen Gartens eingeweihte städtische Park hieß ursprünglich Parc Denain und wurde 1937 zu Ehren des Politikers Roger Salengro umbenannt.

## Lage
Der Parc Roger Salengro befindet sich im Stadtzentrum von Clichy. Seine Grundfläche hat nahezu die Form eines Dreiecks, dessen Seiten von der Rue Villeneuve, der Rue du Général Roguet und dem Boulevard du Général Leclerc begrenzt werden. An der Ecke der Rue du Général Roguet und dem Boulevard du Général Leclerc schließt sich die begrünte Verkehrsinsel der Place de la République an. Vom Boulevard du Général Leclerc schließen sich als weitere Grünflächen der baumbestandene Mittelstreifen der Allee Léon Gambetta und in der Verlängerung der parkartige Place des Martyrs de l’Occupation Allemande 1940–1944 an. Auf der gegenüberliegenden Seite der Rue Villeneuve befinden sich das Stade Georges Racine und weitere Sportplätze.

## Geschichte und Beschreibung
Der Park geht zurück auf den ehemaligen Landbesitz von Léontine Estelle Delibes, Witwe des Komponisten Léo Delibes. Sie vereinbarte am 7. Oktober 1895 mit dem Bürgermeister von Clichy, Paul Hellet, die Übertragung von mehreren Grundstücken an die Stadt, die hier einen Park anlegen wollte. Es entstand in der Folgezeit eine romantische Parkanlage mit künstlichem Wasserlauf und Felsgrotte. Für die Garde républicaine wurde im Park nach Plänen des Architekten Bertrand Sincholles ein Wachgebäude errichtet. Die Grünanlage wurde 1897 als Parc Denain eröffnet, benannt nach der Mutter von Madame Delibes, der Schauspielerin und Mitglied der Comédie-Française Mademoiselle Denain. Später konnten weitere Grundstücke der Monsieurs Saule, Dumur, Grousseaud und der Witwe Eugène Shoell hinzugekauft werde, sodass die heutige Ausdehnung des Parks erreicht wurde. Die nunmehr erweiterte Fläche wurde am 10. Juli 1910 von Bürgermeister Louis Gaudier eingeweiht. Seit dieser Zeit finden sich im Park auch die drei Steinskulpturen Terre endormie von Melle Debienne, Nymphéa von M. Gaussé und La leçon von Frédéric Tourts. Später kam ein Denkmal für die in den Kriegen gestorbenen Soldaten hinzu, in jüngerer Zeit an anderer Stelle im Park ergänzt durch einen Gedenkstein, der an die Witwen, Waisen und weitere Personen erinnert, die durch Kriege Leid erfahren haben.  1937 wurde die Grünanlage in Parc Roger Salengro umbenannt. Der ehemalige Bürgermeister von Lille und Innenminister der Front populaire Roger Salengro hatte im Vorjahr Suizid begannen, nachdem er Opfer von politischen Verleumdungen geworden war.

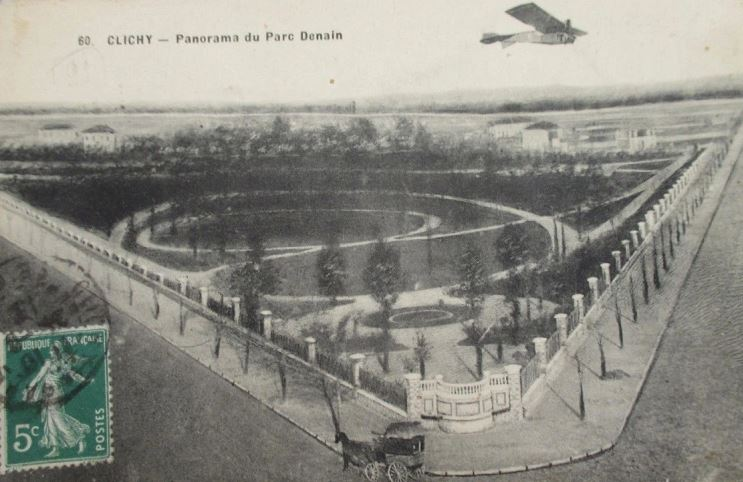
Luftaufnahme aus der Frühzeit des Parks
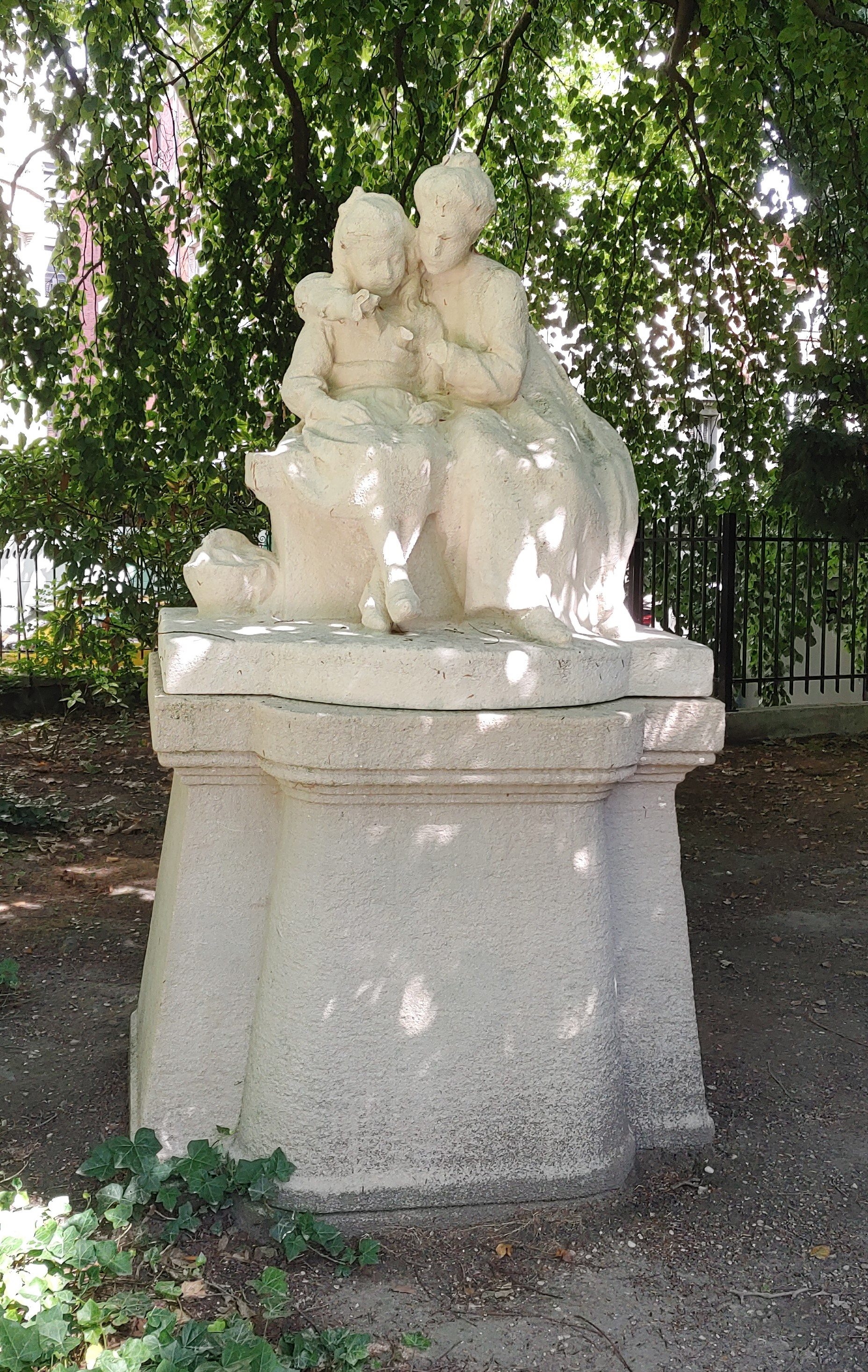
Skulptur La leçon von Frédéric Tourts
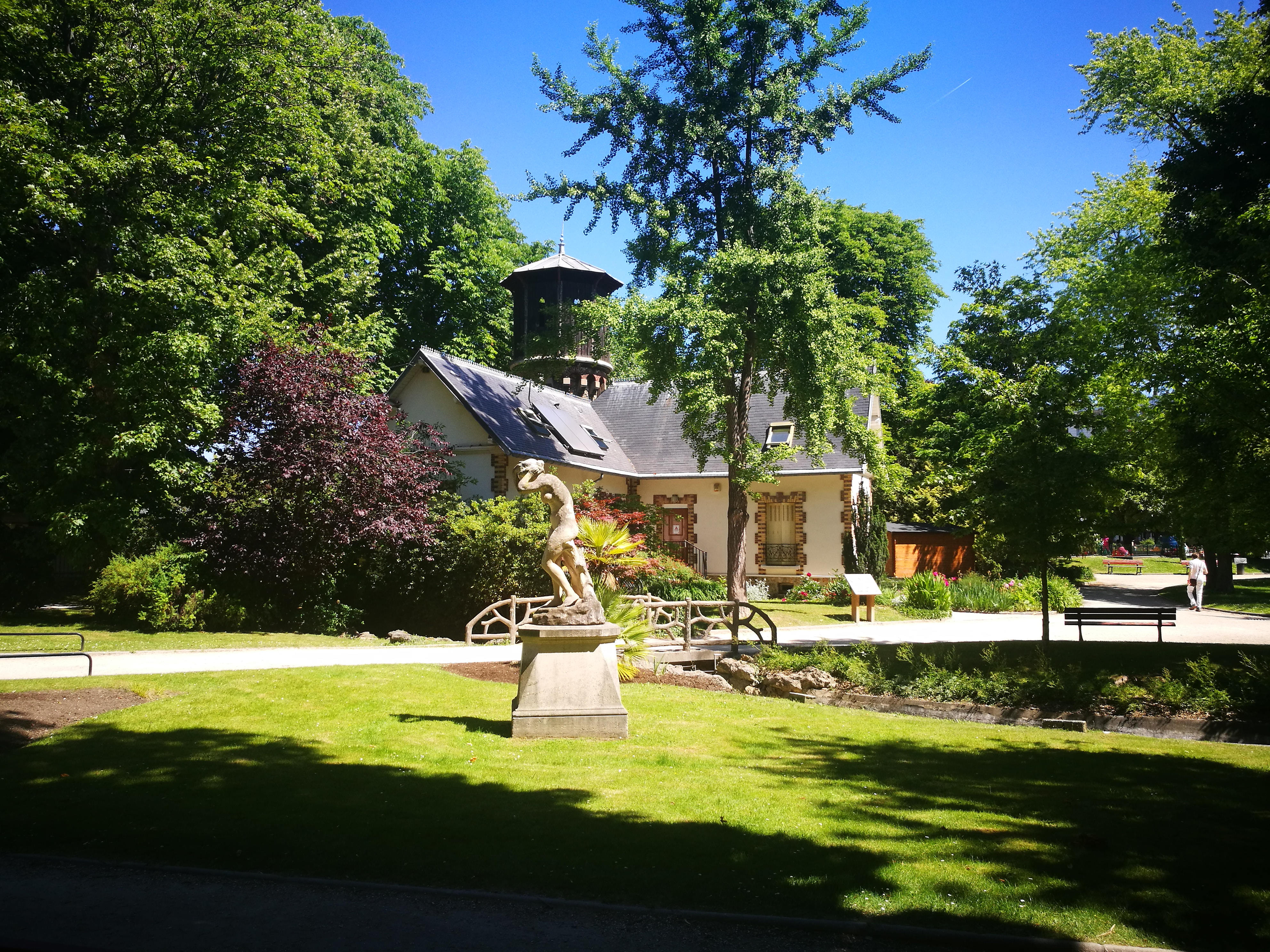
Ehemaliges Haus der Garde républicaine
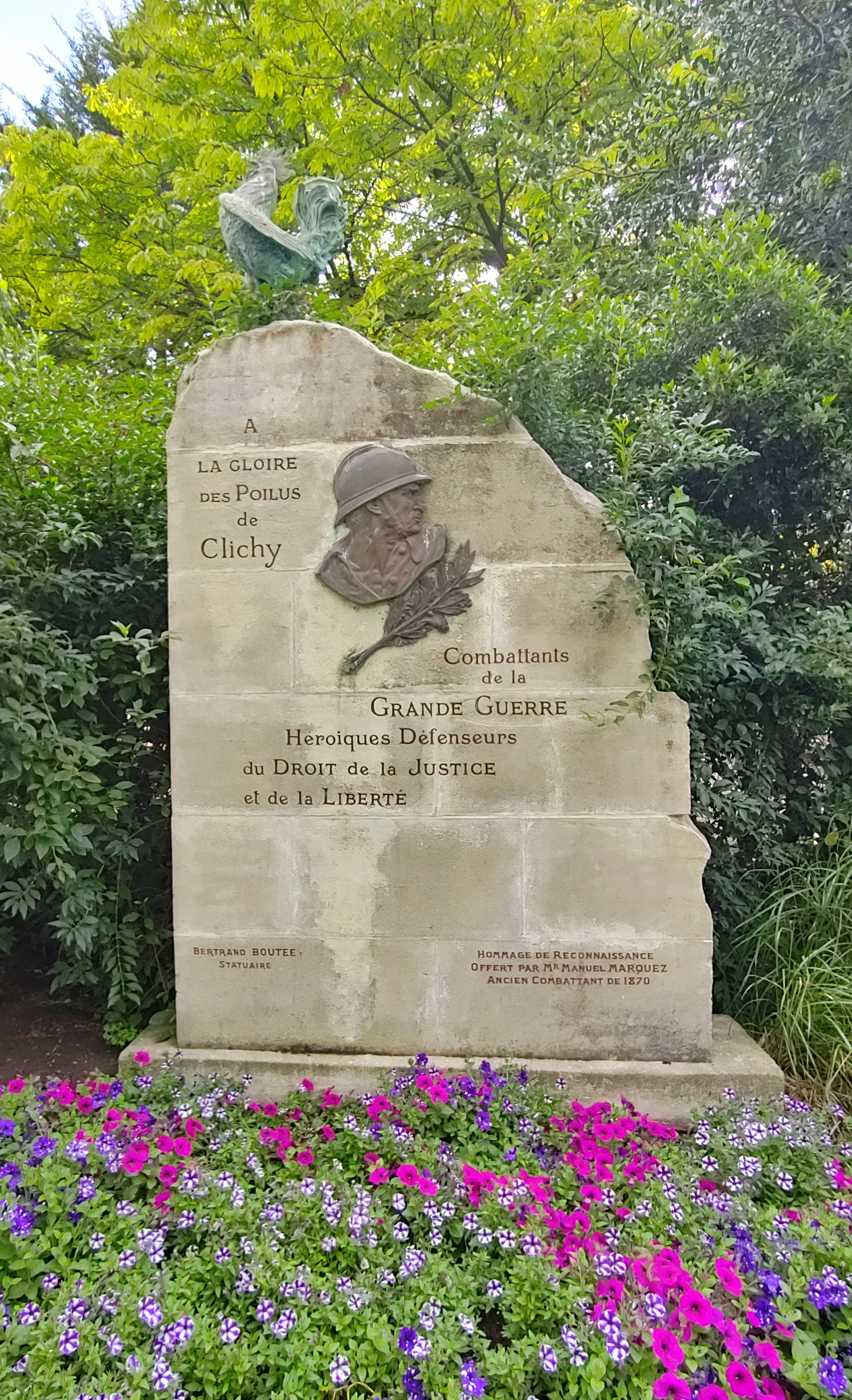
Kriegerdenkmal
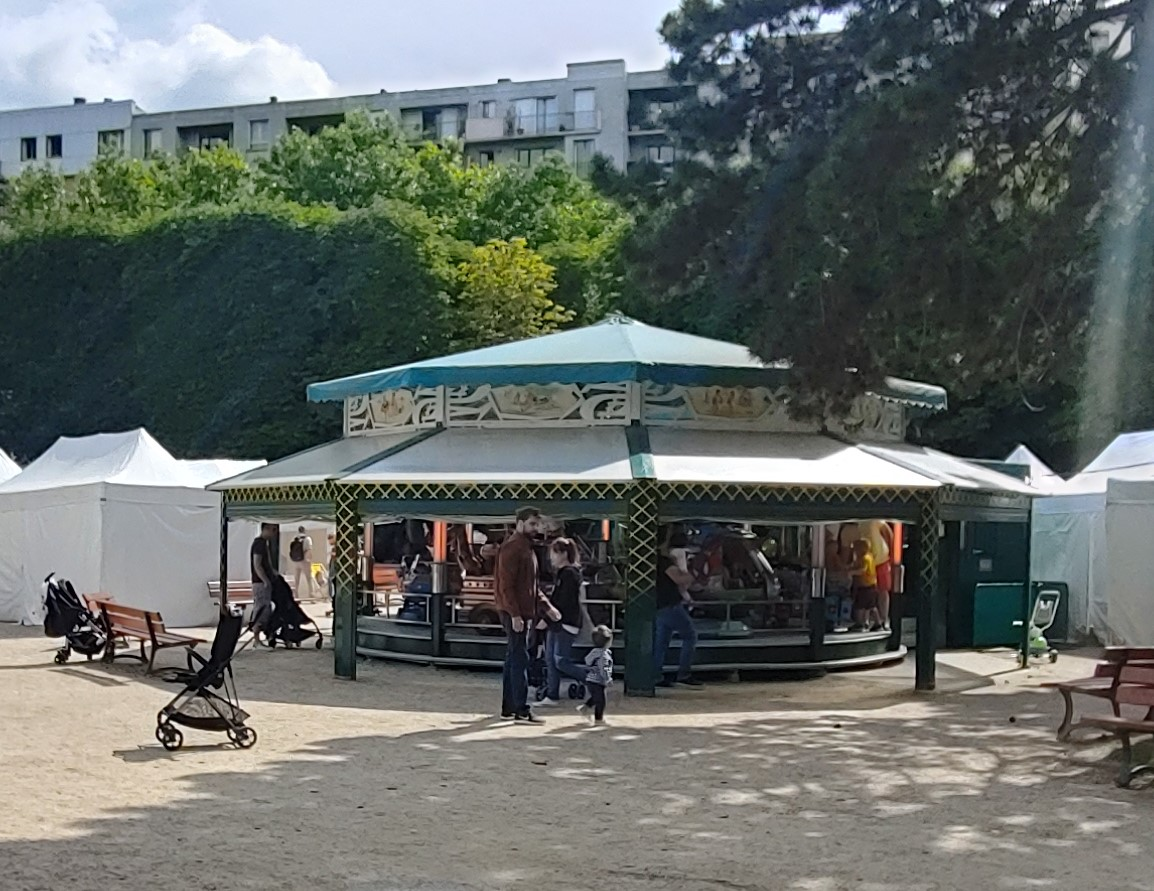
Kinderkarussell
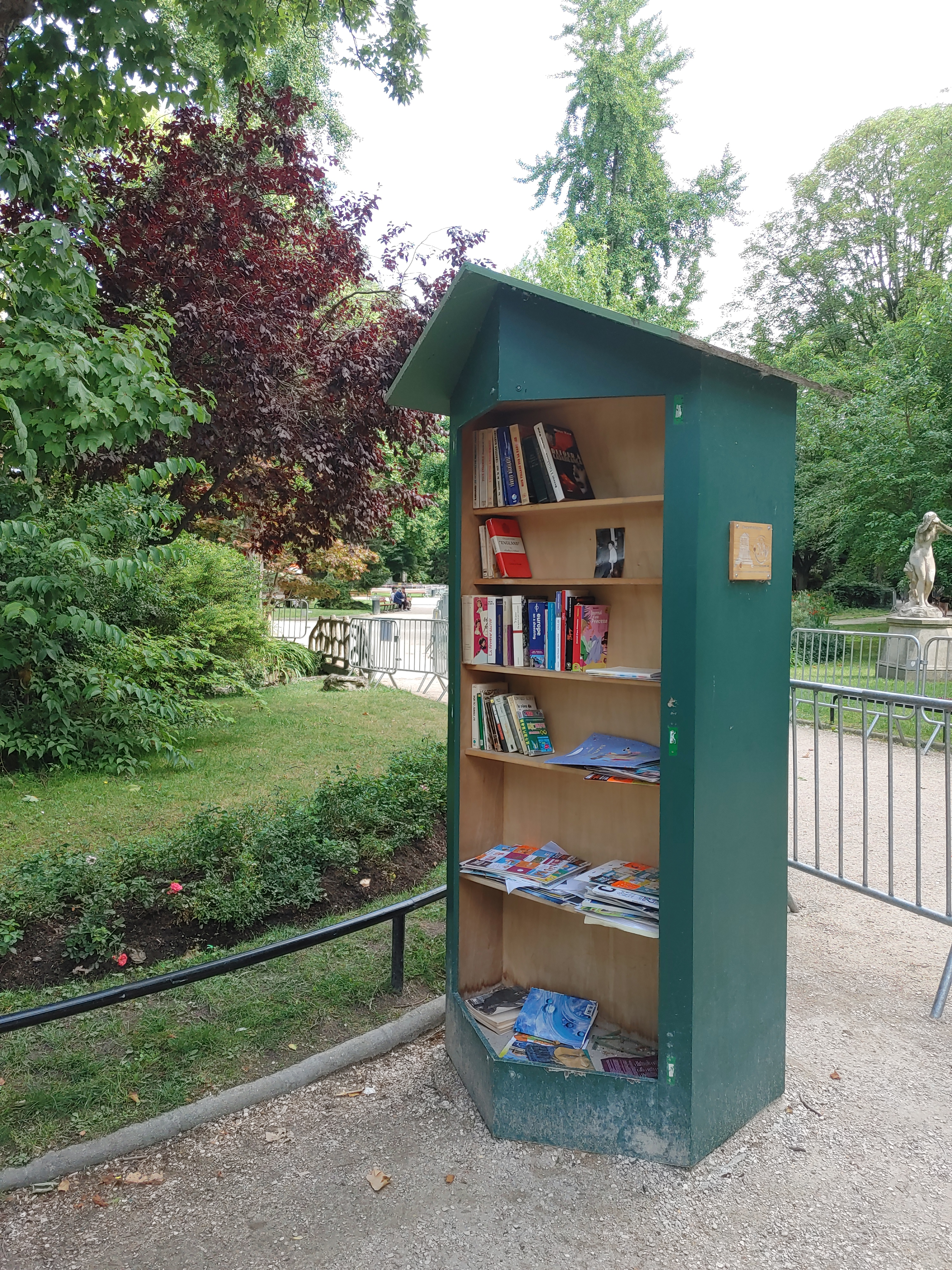
Bücherschrank
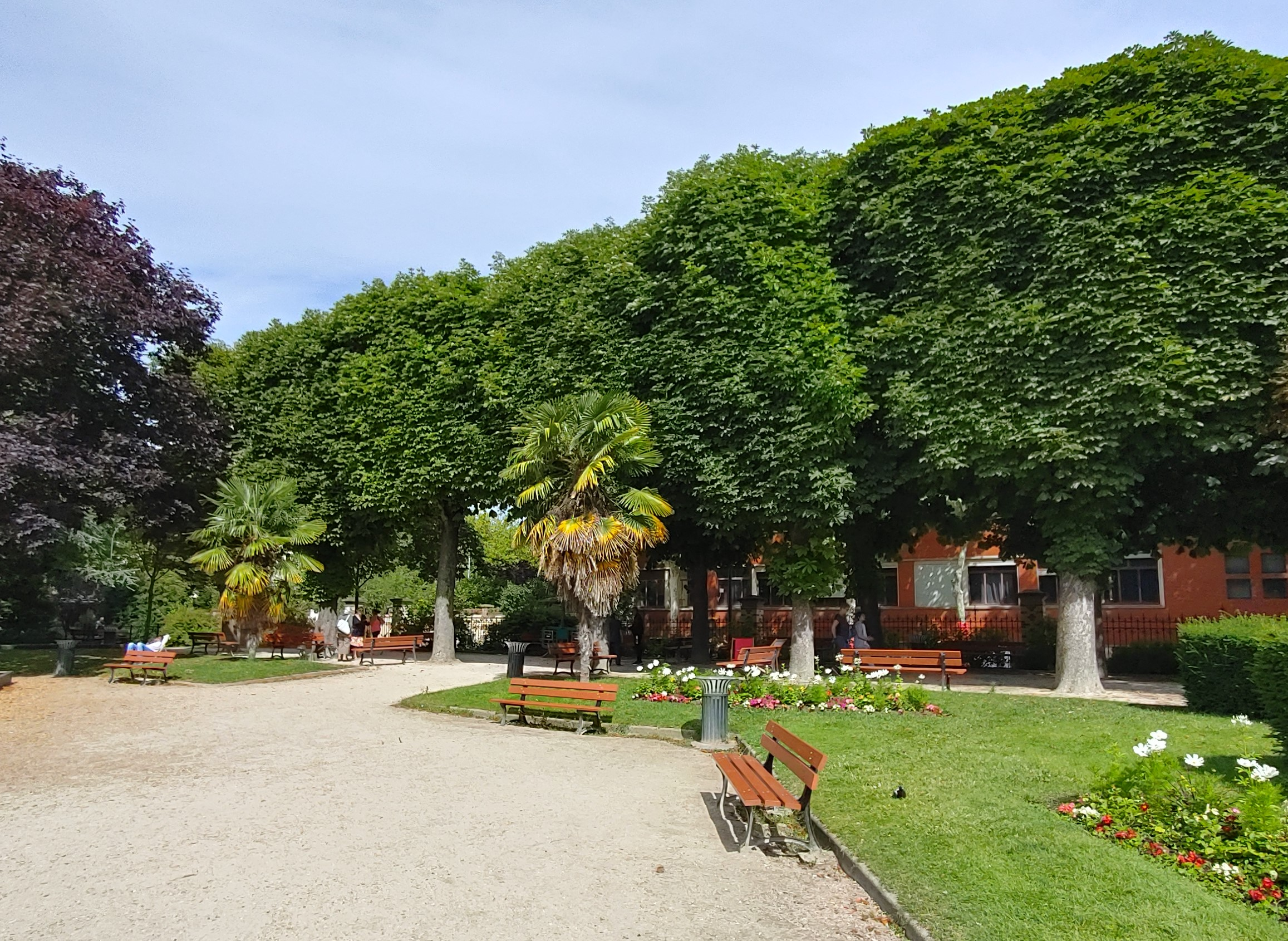
Parkimpression mit verschiedenen Vegetationsräumen
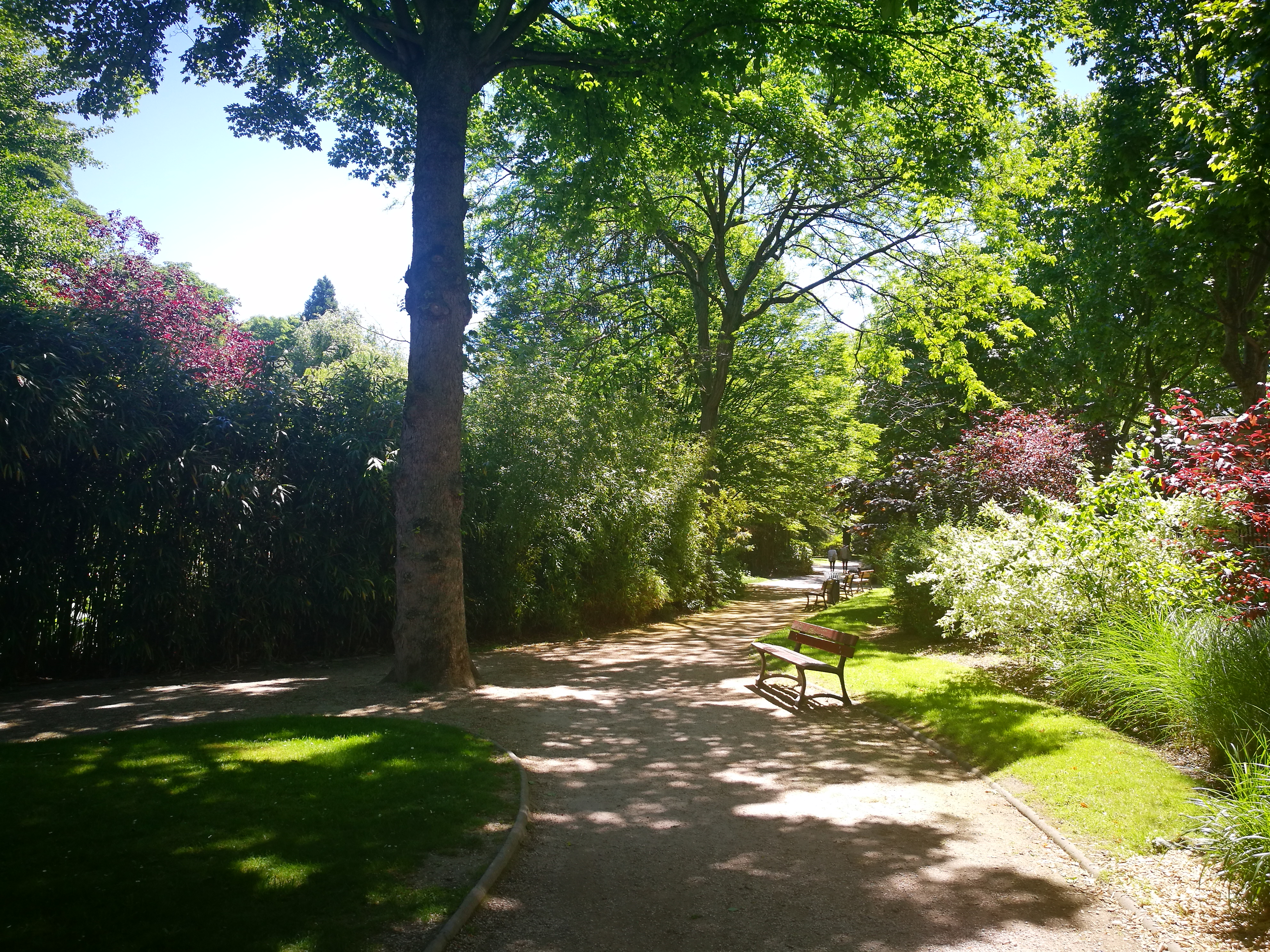
Parkimpression mit Wegführung

Typisch für eine Ende des 19. Jahrhunderts angelegten Grünanlage ist der Reichtum an unterschiedlichen Bäumen. Ein Übersichtsplan im Park gibt Hinweis auf folgende vertretene Baumarten: Eschen-Ahorn, Silber-Pappel, Milchorangenbaum, Stieleiche, Echte Sumpfzypresse, Taschentuchbaum, Blutbuche, Tränen-Kiefer, Götterbaum, Gewöhnliche Rosskastanie, Schwarznuss, Weiß-Esche, Kornelkirsche, Blasenesche und Hänge-Buche. Andere Hinweisschilder informieren über die im Park gesichteten Vogelarten. Hierzu gehören Wanderfalke, Girlitz, Stockente, Heckenbraunelle, Mandarinente, Teichralle, Lachmöwe, Elster, Gebirgsstelze, Aaskrähe, Zaunkönig, Ringeltaube, Eichelhäher, Schwanzmeise, Haussperling, Star, Stieglitz, Feldsperling, Grünfink, Amsel, Hausrotschwanz, Rotkehlchen, Blaumeise und Kohlmeise. Ab 2017 wurde der Park durch zahlreiche Neupflanzungen von Stauden und Sträuchern gärtnerisch aufgewertet.
Für Kinder gibt es im Park ein Karussell, eine historische Schiffschaukelanlage und verschiedene Spielplätze. Zu den weiteren Angeboten im Park gehören eine Reihe von Fitnessgeräten, ein Parkcafé und ein öffentlichen Bücherschrank. Im Park finden eine Reihe von Veranstaltungen statt, darunter verschiedene Konzerte, der seit 2015 jährliche im Oktober stattfindende Solidaritätslauf gegen Brustkrebs La Clichoise und im Winter ein Weihnachtsdorf und eine Eisbahn. Der Park ist von einem Zaun umgeben und wird nachts geschlossen. Die Öffnungszeiten variieren je nach Jahreszeit.